# Ferdinand Albert Pax
Ferdinand Albert Pax (ur. 30 grudnia 1885 we Wrocławiu, zm. 11 września 1964 w Bad Honnef) – niemiecki zoolog i nauczyciel akademicki, specjalizujący się w badaniach koralowców z rzędu Hexacorallia.
Syn profesora botaniki Ferdinanda Albina Paxa. Szkołę średnią ukończył w rodzinnym mieście, studia biologiczne odbywał na uniwersytecie w Zurychu oraz na Uniwersytecie Wrocławskim, gdzie był uczniem prof. W. Kükenthala, pod kierunkiem którego obronił pracę doktorską w 1907 i habilitacyjną w 1910 r. W 1906 pogłębiał wiedzę ucząc się w Stacji Zoologicznej w Trieście, zaś w 1907 w instytucie oceanografii w Bergen; odbył też podróże badawcze na wybrzeża Morza Śródziemnego, m.in. w Monako i atlantyckie we Francji oraz Anglii. Po doktoracie pracował na wrocławskim uniwersytecie jako asystent w Instytucie Zoologicznym, a od 1908 był zatrudniony także we wrocławskim Muzeum Zoologicznym, w którym w 1912 został kustoszem, a w 1917 kierownikiem i to stanowisko piastował do końca oblężenia Wrocławia w 1945 r. W 1915 uzyskał tytuł profesora nadzwyczajnego. W czasie I wojny światowej pracował na stanowiskach badawczych w Polsce w 1916/17 i na pograniczu austriacko/włoskim, w rejonie rzeki Isonzo. Po wojnie kontynuował pracę we Wrocławiu. W 1946 opuścił Wrocław i osiedlił się w zachodnich Niemczech. W 1947 został mianowany dyrektorem Instytutu Badań Morskich w Bremerhaven, którego zarządzaniem zajmował się do przejścia na emeryturę w 1950.
Specjalizował się w badaniach koralowców z rzędu Hexacorallia. Napisał ok. 100 prac naukowych nt. koralowców, ponadto był autorem szeregu publikacji nt. świata zwierzęcego Śląska oraz kilku publikacji nt. zwierząt Polski.